# ريجينا خوسيه غاليندو
ريجينا خوسيه غاليندو (بالإسبانية: Regina José Galindo) هي رسامة غواتيمالية، ولدت في 1974 في غواتيمالا في غواتيمالا.

## وصلات خارجية
- الموقع الرسمي